# NGC 1374
NGC 1374 este o galaxie eliptică situată în constelația Cuptorul. A fost descoperită în 29 noiembrie 1837 de către John Herschel. Se află la o distanță de 20,51 de megaparseci de Pământ.